# Rzędziwoj
Rzędziwoj — staropolskie imię męskie, złożone z członu Rzędzi- ("rządzić") oraz członu -woj ("wojownik"). Po raz pierwszy odnotowane w dawnych dokumentach w 1258 roku. Imię to mogło znaczyć "rządzący wojownikami". Możliwe staropolskie zdrobnienia: Rzędoch, Rzędocha (masc.).
Rzędziwoj imieniny obchodzi 10 lipca.